# Ripsaw
Ripsaw (с англ. — «продольная пила») — экспериментальный беспилотный легкий танк, разработанный и построенный Howe & Howe Technologies для армии США.
Братья Хоу (Howe) основали Ripsaw как небольшой семейный проект в 2000 году. Они показали его на автошоу в Далласе в 2001 году, где он вызвал интерес у американской армии. Позднее в том же году американские военные заказали прототип MS-1, для изготовления и отправки в Ирак. Изначально предполагалось вооружение модели MS-1 только миниганом и/или ПТУРом «Джавелин».
M5 - версия Risaw представляющая из себя беспилотный танк со средним вооружением. Может нести на борту 30-мм орудие в боевом модуле (модуль БМП Striker «Dragon») и/или комплекс «Джавелин», а также ПЗРК и орудия большего калибра (40/50/90(?))
Также на борту М5 находится 1 малый дрон-разведчик, способный передвигаться отдельно от машины, выглядывать камерой на манипуляторе из-за углов и производить разведку зданий (дрон способен двигаться по лестницам), до 2-х дронов-вертолётов, предназначенных для разведки поля боя, а также способные поднять до 2-х кг. полезной нагрузки каждый.
Беспилотный танк оснащён круговой системой обзора, что позволяет ему комфортно чувствовать себя даже в плотной городской застройке, также есть варианты с телескопическими приборами наблюдения. 
М5 - это "танк-ведомый", который действует в совместно с пилотируемой техникой, идя впереди и разведывая территорию, а также оказывая активную поддержку в бою, что качественно снижает риски пилотируемой машины. Может применяться совместно с БМП или танками, также рассматриваются варианты комплектации пехотных соединений. 
М5 оснащён электрической силовой установкой мощность 1600 л.с. 